# Исламская бригада
Исла́мская брига́да (ИБ и/или ИБОН, также известна как Ахма́довский джамаа́т) — военизированное исламское объединение, сформированное Рамзаном Ахмадовым в 1999 году. Объединение состояла из множества группировок (джамаатов), дислоцированных во многих районах, городах и селениях Чечни.

## Состав
Командир чеченского ОМОНа Муса Газимагомадов в 2002 году насчитывал в составе ИБ 80 групп джамаатов (по сорок групп в подчинении Ризвана Ахмадова и Аслана Дукузова).
| Основные джамааты, входившие в состав ИБ |             |                                              |
| Название                                 | Дислокация  | Амиры                                        |
| Автуринский джамаат                      | Автуры      | Шамиль Шовхалов Джабраил Абдурзаков          |
| Грозненский джамаат                      | Грозный     | Магомед Цагараев Бислан Седаев               |
| Наурский джамаат                         | Наур        | Ризван Насипов                               |
| Чечен-Аульский джамаат                   | Чечен-Аул   | Иса Ахмадов Али Далаев                       |
| Урус-Мартановский джамаат                | Урус-Мартан | Солсбек Шадукаев Аслан Дукузов Муса Гельхаев |
| Шаами-Юртовский джамаат                  | Шаами-Юрт   | Русланбек Бекшаев                            |
| Шалинский джамаат                        | Шали        | Муса Мадаев                                  |
| Шелковской джамаат                       | Шелковская  | Тахир Батаев                                 |